# Magyarország történetének kézikönyve
A Magyarország történetének kézikönyve egy nagy terjedelmű, 7 kötetes magyar történelmi mű a 19. századból.

## Leírás
A szerző, Kerékgyártó Árpád Alajos, kora jelentős művelődéstörténésze a magyar honfoglalás időszakától saját koráig, a 19. századig menően tárgyalja művében a magyar történelmet. A 7 kötetes mű 1867 és 1874 között jelent meg Pesten.
A műnek sem elektronikus, sem reprint kiadása nem létezik.

## Kötetbeosztás
| Kötetszám  | Cím, fejezetcímek                                                         | Felölelt időszak | Kiadási év |
| ---------- | ------------------------------------------------------------------------- | ---------------- | ---------- |
| I. kötet   | A magyarok beköltözéstől III. Endre király haláláig                       | 889 – 1301       | 1867       |
| II. kötet  | Endre király halálától a Mohácsi csatáig                                  | 1301 – 1526      | 1867       |
| III. kötet | A mohácsi csatától a linczi békekötésig és III. Ferdinánd király haláláig | 1526 – 1657      | 1868       |
| IV. kötet  | I. Leopold kir. székfoglalásától a szatmári békéig                        | 1657 – 1711      | 1869       |
| V. kötet   | A szatmári békétől II. József császár haláláig                            | 1711 – 1790      | 1869       |
| VI. kötet  | II. József halálától a reformi és nemzetiségi harczokig                   | 1790 – 1840      | 1870       |
| VII. kötet | A reformi és nemzetiségi küzdelmektől a szabadságharcz kezdetéig          | 1840 – 1849      | 1874       |